# Jozef Adamec
Jozef Adamec (Vrbové, 26 februari 1942 – Trnava, 24 december 2018) was een profvoetballer uit Slowakije, die na zijn actieve loopbaan aan de slag ging als voetbalcoach. Hij heeft een lange staat van dienst in zijn vaderland en was onder meer bondscoach van de nationale ploeg. Adamec speelde 44 interlands voor Tsjechoslowakije, en scoorde in totaal veertien keer voor de nationale selectie.

## Speler
Adamec speelde het grootste deel van zijn carrière voor Spartak Trnava (1959-1961, 1963-1964, 1966-1976). Tijdens zijn militaire dienst was hij lid van ASVS Dukla Praag (1961-1963), één seizoen bracht hij door in dienst van Slovan Bratislava (1964-65) en aan het eind van zijn loopbaan speelde voor de Oostenrijkse club Slovan Wien (1977-1980).
In de Tsjechoslowaakse competitie speelde Adamec in totaal 383 wedstrijden en met 170 goals staat hij op de tiende plaats in het Tsjechoslowaakse all-time topscorersklassement. Hij nam met Tsjechoslowakije deel aan het WK voetbal 1962 en het WK voetbal 1970. Adamec is vooral beroemd om zijn hattrick tegen Brazilië in de vriendschappelijke wedstrijd Tsjechoslowakije - Brazilië (3:2), gespeeld op 23 juni 1968 in Bratislava. Hij was de eerste speler ter wereld die een hattrick scoorde tegen Brazilië.

## Bondscoach
Adamec was ruim drie jaar bondscoach van zijn vaderland. Hij trad begin 1999 aan, als opvolger van de eind 1998 opgestapte Jozef Jankech. Adamec wist de nationale selectie niet naar het WK voetbal 2002 in Japan en Zuid-Korea te loodsen. Hij stapte op na 34 duels, waarin hij 13 keer won met de nationale A-selectie. Hij werd opgevolgd door Ladislav Jurkemik.